# Dominicus Pelli
Dominicus Pelli (* 3. Januar 1657 in Aranno; † Dezember 1728 in Rendsburg) war ein aus der Schweiz stammender Architekt und Bauunternehmer.

## Leben
Dominicus Pelli studierte in Frankreich bei Sébastien Le Prestre de Vauban, dem Festungsbaumeister des französischen Königs Ludwig XIV. 1688 folgte Pelli dem Ruf des dänischen Königs Christian V. und trat in dänische Dienste ein. 1691 kam er nach Rendsburg, wo er das Haus Stegen Nr. 4 erwarb, das er bis 1722 bewohnte. In Rendsburg wurden von 1690 bis 1695 unter der Leitung von Generalmajor Jobst von Scholten die Festungsanlagen im nördlichen Kronwerk sowie im südlichen Neuwerk erweitert. Dominicus Pelli übernahm als Bauunternehmer die Erstellung der Wallanlagen und der Militärgebäude. In dieser Zeit ließ er auch eigene Bauten erstellen. Am 27. Mai 1697 wurde er zum königlichen Festungsbaumeister ernannt. 
Pelli war römisch-katholisch. 1689 erlaubte König Friedrich IV., dass in seinem Haus Priester aus den Toleranzstädten Glückstadt und Friedrichstadt für die Katholiken Gottesdienste hielte. Nach Pellis Tod war eine Bestattung im protestantischen Rendsburg aber nicht möglich, und die Beisetzung fand am 24. Januar 1729 in Glückstadt statt.

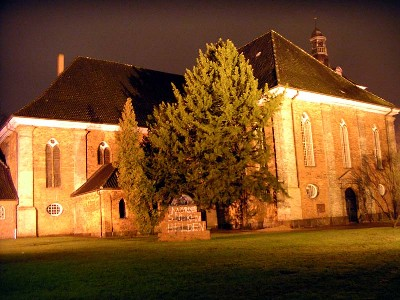
Christkirche in nächtlicher Beleuchtung

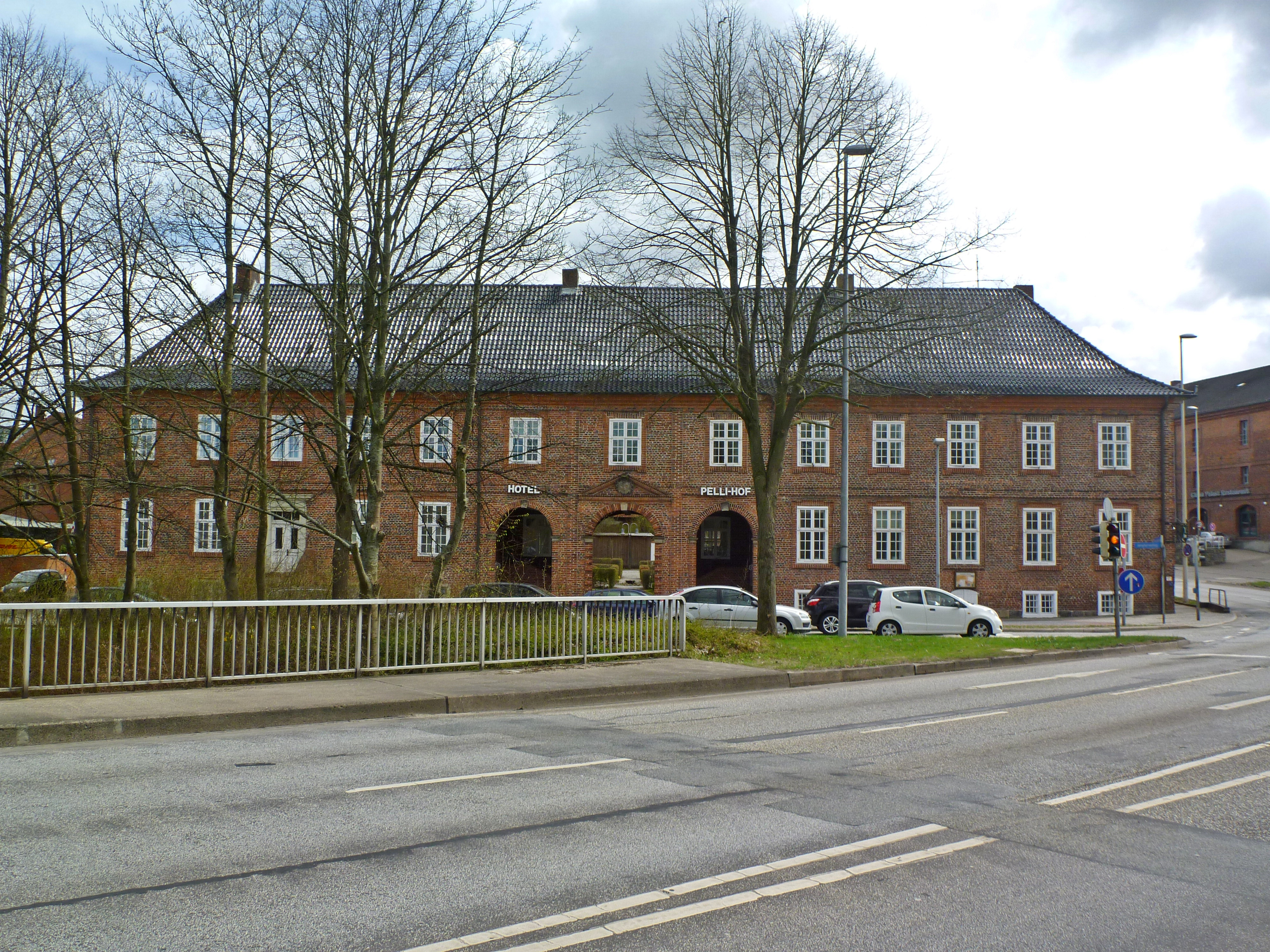
Ehemaliges Wohnhaus von Dominicus Pelli, heute das nach ihm benannte Hotel „Pellihof“

## Bauten
Pelli errichtete praktisch alle Hochbauten der Festung Rendsburg, dem heutigen Stadtteil Neuwerk, darunter das Hohe und Niedrige Arsenal und das Provianthaus. Auch zahlreiche Privathäuser wurden von ihm entworfen. Er war für die Randbebauung des Paradeplatzes verantwortlich. Der Gesamtanlage gab er einen barocken Stil. In diesem Arrangement zählt die von 1695 bis 1700 erbaute Christkirche zu seinen besonderen Bauwerken: Das hölzerne Tonnengewölbe verleiht der Kirche eine solch ausgezeichnete Akustik, so dass hier – unter anderem im Rahmen des Schleswig-Holstein Musik Festivals – viele Konzerte stattfinden.
Nach den Plänen von Pelli wurden von 1695 bis 1697 der West- und Südflügel des Kieler Schlosses neu errichtet (Pelli-Bau). Zwischen 1701 und 1706 errichtete er in Kopenhagen die Oper und zwei Kirchen.
Auf dem Areal Jungfernstieg und Materialhofstraße ließ Dominicus Pelli für eigene Wohnzwecke ein Haus erbauen, das er 1722 im noch unfertigen Zustand bezog. Heute befindet sich in diesem Gebäude ein Hotel.